# Vavra Bence

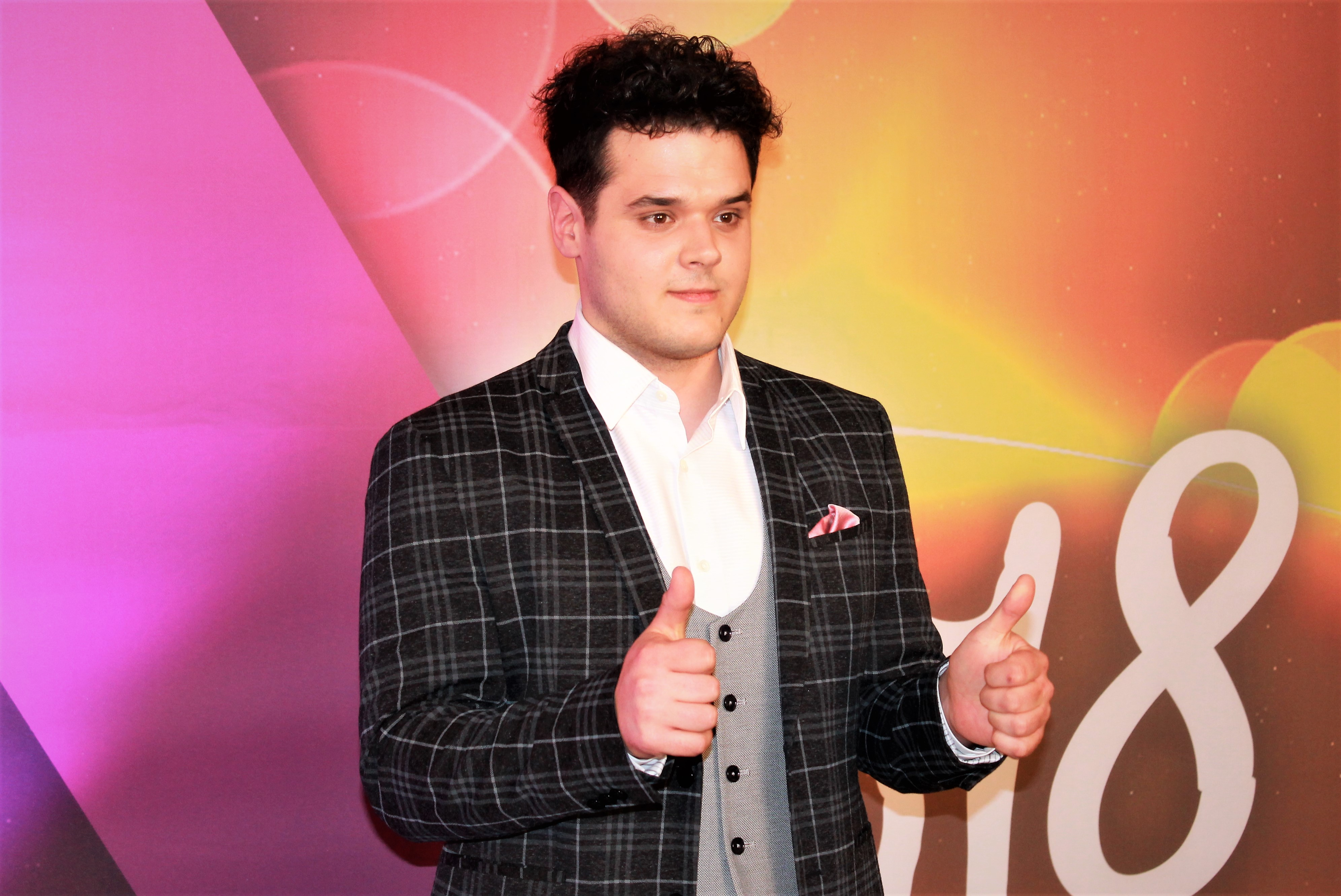
Vavra Bence a 2018-as Eurovíziós Dalfesztivál magyarországi előválogatójának második elődöntője előtt az MTVA székházában

Vavra Bence (Szeged, 1994. január 30. –) magyar énekes, zeneszerző, az X-Faktor negyedik évadának versenyzője a ByTheWay együttessel, a 2018-as Eurovíziós Dalfesztivál magyarországi előválogatójának résztvevője és egy évvel későbbi döntőse, valamint a Sztárban sztár 8. évadának győztese.

## Pályafutása
Három éves korában családjával Szegedről Debrecenbe költöztek.
A Debreceni Ady Endre Gimnázium dráma szakán tanult, amelyet 2013-ban fejezett be. Mellette a Simonffy Emil Zeneiskolába járt, ahol zongorázni tanult 12 évig. 
Először 2010-ben jelentkezett az X-Faktorba, ahol a legjobb 150 közé jutott. Ezt követően a 2012-es X-Faktorban tért vissza, viszont ezúttal is csak a legjobb 150 közé került be. A ByTheWay elnevezésű formáció már ebben az évben is indult a tehetségkutató műsorban, bár akkor még csak Szikszai Péter, Patocska Olivér és Rétvári Péter voltak a csapat tagjai. Az X-Faktor válogató adásain találkozott a többiekkel, majd a csapat feloszlása után Péter és Olivér újra alakították a formációt.
2013-ban már újult erővel álltak az X-Faktor színpadára. A válogatón továbbjutva bekerültek az élő showba is ahol aztán a második helyen végeztek.
2014 februárjában megjelent első kislemezük a You've Got It, melyen három dal volt hallható. Június 21-én tartották első nagy koncertjüket a Barba Negra Trackben. Decemberben megjelent első stúdióalbumuk a ..for life, melyet december 21-én koncert formájában mutattak be először.
A 2015-ös év végén bejelentették, hogy bejutottak a 2016-os Eurovíziós Dalfesztivál magyarországi előválogatójába, ahol Free to Fly című dalukat adták elő. Az együttes a legjobb akusztikus verzió különdíjat nyerte meg a műsorban. Az együttes 2017-es feloszlását követően Bence szólókarrierbe kezdett. 2018-ban Ceasefire X művésznéven részt vett az eurovíziós selejtezőben, ahol Satellites című dalával az elődöntőig jutott.
2018. december 3-án bejelentették, hogy a Duna eurovíziós dalválasztó műsorába, A Dal 2019-be bejutott a Szótlanság című dalával. Először 2019. január 26-án, a nemzeti dalválasztó második válogatójában lépett színpadra, ahol a zsűri és a nézők szavazatai alapján a negyedik helyen végzett, és továbbjutott az elődöntőbe. 2019. február 9-én, a válogatóműsor első elődöntőjéből a zsűri és a nézők szavazatai alapján 42 ponttal holtversenyben a második helyen végzett, és továbbjutott az előválogató döntőjébe.
2022. április 2-án megnyerte a Sztárban sztár című műsor nyolcadik évadát a TV2-n.
2022 őszén a Dancing with the stars versenyzője, ahol a táncpartnere Lissák Laura.

## Diszkográfia

### Kislemezek
| Év   | Dal                           | Legmagasabb helyezés | Legmagasabb helyezés | Legmagasabb helyezés | Legmagasabb helyezés | Legmagasabb helyezés  | Legmagasabb helyezés | Album                  |
| Év   | Dal                           | Mahasz               | Mahasz               | Mahasz               | Mahasz               | Mahasz                | Mahasz               | Album                  |
| Év   | Dal                           | Rádiós Top 40        | Editors' Choice      | Magyar Rádiós Top 40 | Dance Top 40         | Single (track) Top 40 | Stream Top 40        | Album                  |
| ---- | ----------------------------- | -------------------- | -------------------- | -------------------- | -------------------- | --------------------- | -------------------- | ---------------------- |
| 2018 | Satellites (Ceasefire X-ként) | –                    | –                    | –                    | –                    | –                     | –                    | Nem jelent meg albumon |
| 2018 | Change (Ceasefire X-ként)     | –                    | –                    | –                    | –                    | –                     | –                    | Nem jelent meg albumon |
| 2019 | Szótlanság                    | –                    | –                    | –                    | –                    | –                     | –                    | Nem jelent meg albumon |
| 2019 | Over and Over                 | –                    | –                    | –                    | –                    | –                     | –                    | Nem jelent meg albumon |
| 2022 | Így volt szép                 | –                    | –                    | –                    | –                    | –                     | –                    | Nem jelent meg albumon |
| 2022 | Térkép                        | –                    | –                    | 21                   | –                    | –                     | –                    | Nem jelent meg albumon |
| 2023 | Minden jó                     | –                    | –                    | –                    | –                    | –                     | –                    | Nem jelent meg albumon |